# Середнє Франкське королівство
Середнє Франкське королівство — одна з трьох частин, на які була поділена імперія Карла Великого між його трьома внуками за Верденським договором 843 року. Інші частини — Західне Франкське королівство та Східне Франкське королівство. Серединне королівство мало у своєму складі Італійське королівство, тобто Велику Лонгобардію, Папську державу і Сполетське герцогство, прилеглу область Провансу і колишнє Бургундське королівство (за винятком Бургундського герцогства, що увійшло до Західного Франкського королівства), Ельзас і смугу земель, що простягалися від ельзасу до узбережжя Північного моря у Фризії, які з 855 почали називати Лотаринзьким королівством.

## Історія

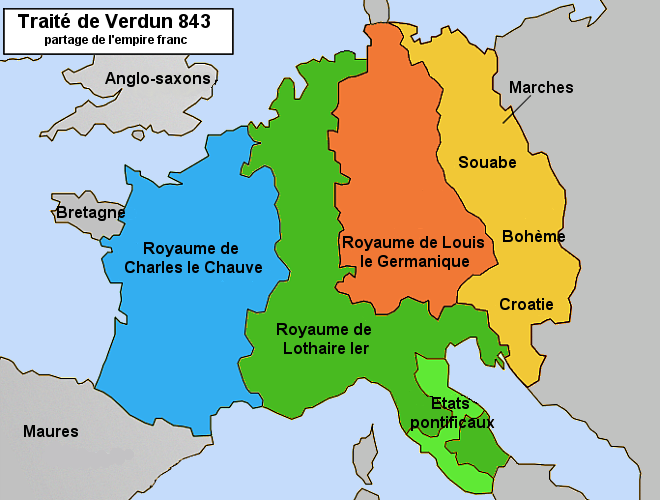
Розподіл земель за Верденським договором. Серединне королівство виділено зеленим кольором

Із трьох синів Карла Великого, Середнє королівство отримав найстарший Лотар I. Номінально він успадкував імперію від свого батька Людовика I Благочестивого, але після смерті імператора між братами розпочалася десятирічна війна. Середньому королівству, як знак визнання імперського титулу Лотара, дісталося столичне місто Аахен, а також Рим. Як і інші частини, Середнє королівство не мало історичної або етнічної єдності, яка б могла об'єднати його населення.
Перед смертю, Лотар І в свою чергу розділив Середнє Франкське королівство між своїми трьма синами:
- Італійське королівство із Римом він віддав Людовику II Молодшому, який був коронований імператором у 850.
- Більшість земель на північ від Альп отримав Лотар II, і вони згодом стали називатися Лотарингією.
- Прованс та нижня Бургундія відійшли до Карла. Після смерті Карла в 863, брати розділили його володіння. Північна Верхня Бургундія з містами Вєнн і Гренобль відійшла до Лотарингії Лотара II, а Прованс потрапив під владу Італійського королівства Людовика II.

У 869, коли помер Лотар II, його землі поділили між собою Людовик II Німецький та Карл Лисий за умовами Мерсенського договору.
На відміну від Східного та Західного Франкських королівств, які стали попередниками Священної Римської імперії та Французького королівства, Середнє Франкське королівство мало недовгий вік. Його землі поступово перейшли під владу Східного королівства: Лотарингія у 880, Італія в 951, а Бургурдія і Прованс в 1033 році.
В XV столітті герцог Бургундії Карл Сміливий зібрав частину імперських і французьких земель, які простягалися від Верхньої Бургундії до Нижніх країн, і нагадували про давню Лотарингій. Але мрія відтворити його була розбита після битви при Нансі 1477 року, в який Карл загинув.